# Nearchos

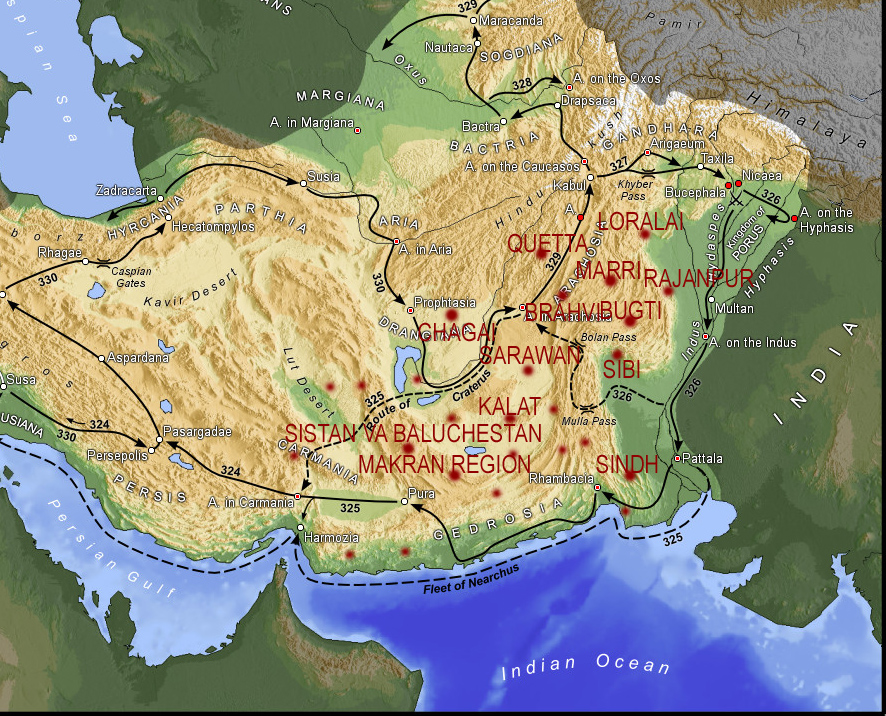
Mapa říše Alexandra Velikého s vyznačenou cestou Nearcha po moři

Nearchos (řecky Νέαρχος, latinsky Nearchus) (360 př. n. l. – asi 312 př. n. l.?) byl řecký vojevůdce a mořeplavec. Jako admirál se účastnil tažení Alexandra Velikého do Indie.
Byl rodák z Kréty. V mládí vstoupil do služeb Filpa II. Makedonského. Později sloužil u jeho syna Alexandra Velikého s kterým se účastnil cesty do Indie. Po příchodu k ústí řeky Indus byl roku 325 př. n. l. poslán s částí vojska po moři. Kvůli neznámému moři plul podél pobřeží, proplul Hormuzským průlivem až doplul k ústí řeky Šatt al-Arab na konci Perského zálivu. Touto plavbou Řekové prozkoumali pobřeží od ústí řeky Indus až k Mezopotámii.
Zpráva o této cestě se dochovala díky řeckému filozofovi Strabónovi z Amaseie v Pontu v XV. knize.